# أبولو 13

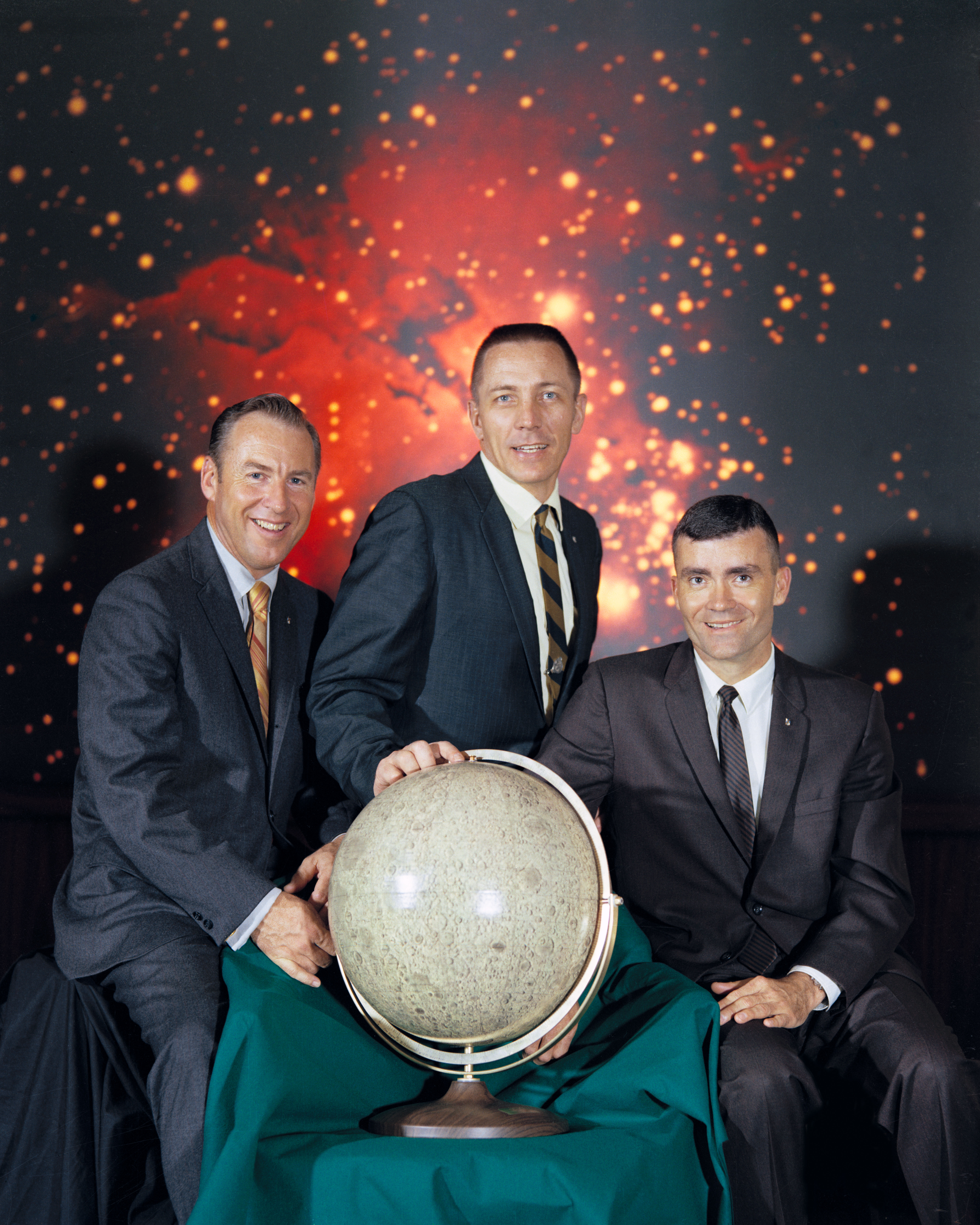
رواد الفضاء للأبولو 13 من اليسار إلى اليمين جيم لوفل وجاك سويغيرت وفريد هايس.

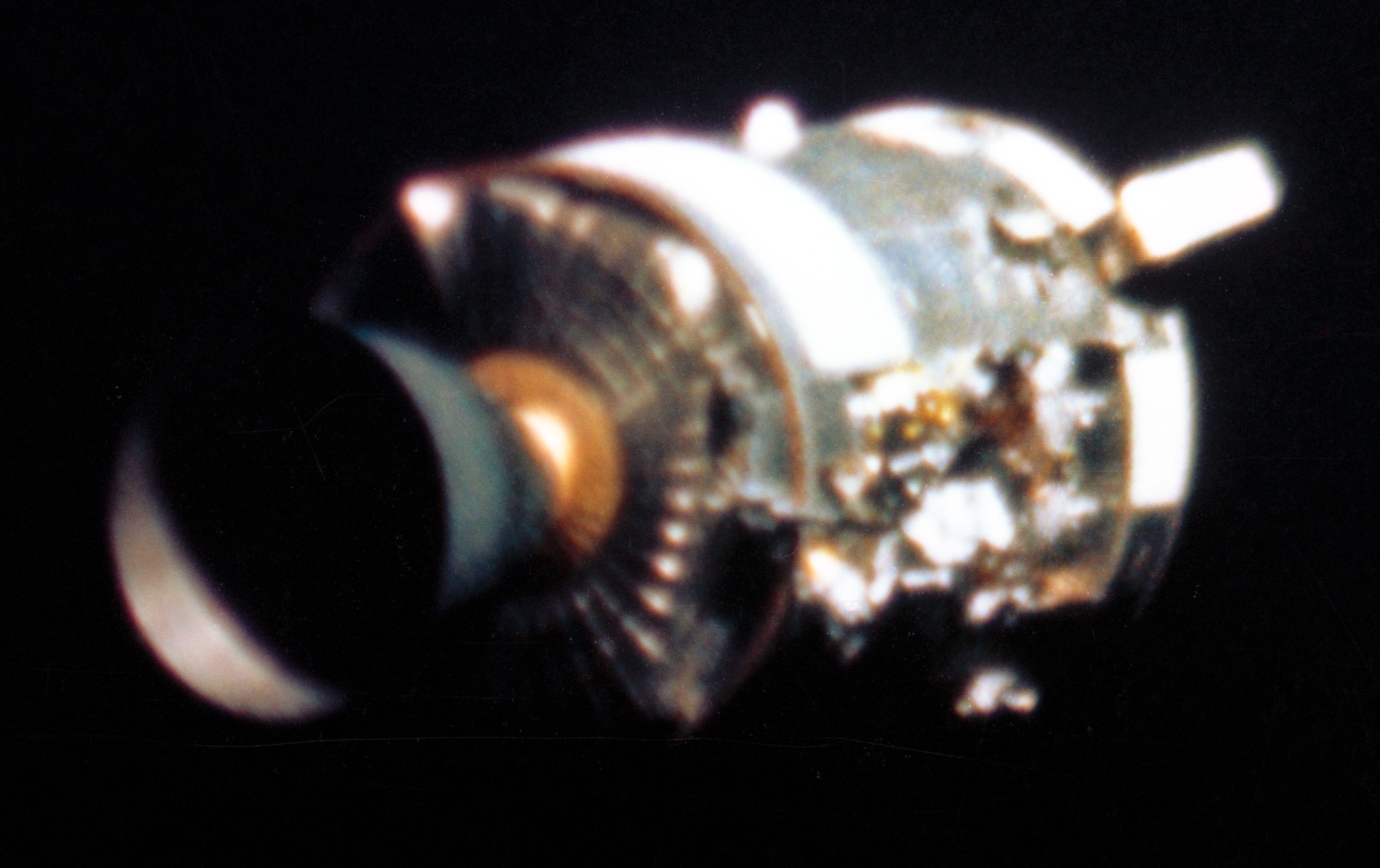
أبولو 13 المتضررة

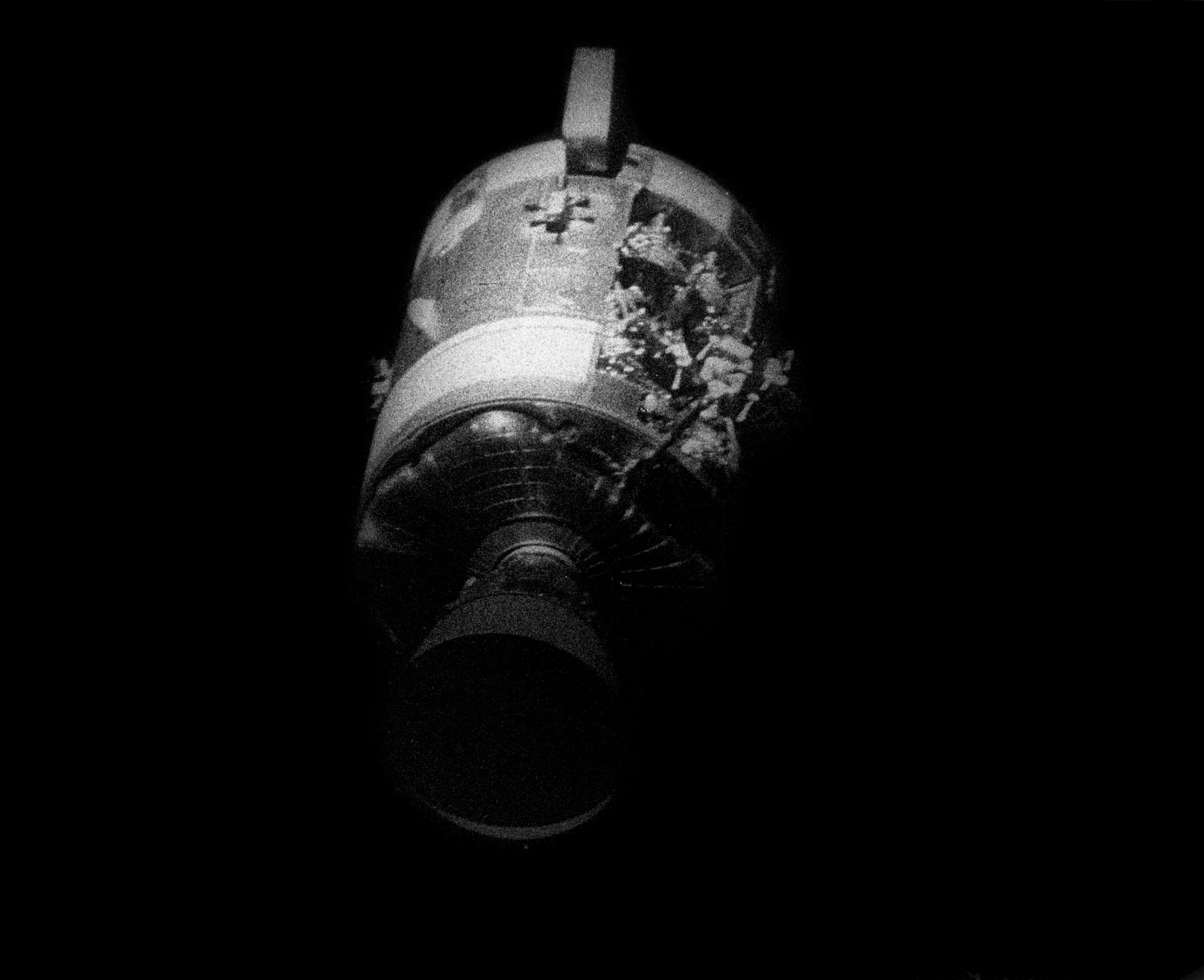
وحدة الخدمة لمركبة فضاء أبولو 13 المتضررة كما صورها الرواد بعد أن فصلوها عن كبسولة القيادة.

أبولو 13 مركبة فضائية أمريكية، أرسلت في العام 1970م بمهمة إستطلاعية وللهبوط على سطح القمر وكان على متنها روّاد الفضاء جيم لوفل (Jim Lovell) وفريد هايس (Fred Haise) وجاك سويغيرت (Jack Swigert).

## المسار إلى القمر
عندما كانت مركبتهم تبعد حوالي 205.000 ميل عن الأرض حصل بها طارئ نتيجة انفجار في خزان الأوكسجين
في وحدة الخدمة لمركبة الفضاء Service Module وأحدث تدميرا بالغا للمركبة وفي نفس الوقت عجزا كبيرا في مخزون الأوكسجين اللازم لتنفس رواد الفضاء، واللازم أيضا لتوليد التيار الكهربائي في المركبة بخلايا الوقود. لهذا قررت ناسا إلغاء المهمة المعهودة للرواد لإجرائها على القمر، والعمل على استرجاعهم بأسرع ما يمكن إلى الأرض بسلام. وكان أن فضلت ناسا ومركز القيادة الفضائية بهيوستن أن يكمل الطاقم مرحلة الذهاب إلى القمر، ثم استغلال جاذبية القمر في ضبط مسار العودة وذلك بأن يجري رواد الفضاء نصف دوره حول القمر من ناحيته البعيدة، بحيث يخرجوا منها ليتخذوا الاتجاه مباشرة إلى الأرض. وكان عليهم الاقتصاد الشديد في استهلاك الأوكسجين وبالتالي الكهرباء حتى يكفي ما تبقّى لديهم من الأوكسجين لعودتهم إلى الأرض.

## اللجوء إلى المركبة القمرية
أصبح من الواضح أن المحرك الصاروخي الرئيسي لوحدة الخدمة المتضررة لن يعمل. وأشارت هيوستن على طاقم الرواد الانتقال من كبسولة القيادة وهي القريبة من وحدة الخدمة إلى المركبة القمرية حيث أنها أكثر أمانا في تلك الظروف. ولهذا كان القرار بالاحتفاظ بالمركبة القمرية وعدم فصلها عن المركبة الرئيسية والاستعانة بها كملجأ آمن واستغلال محركها الصاروخي لإعطائهم دفعة تعيدهم إلى الأرض. في نفس الوقت كان حاسوب المركبة القمرية مبرمجا ببرنامج يعمل على الهبوط الهادئ على القمر وليس مبرمجا ببرنامج العودة إلى الأرض. فكان على رواد الفضاء نقل برنامج العودة إلى الأرض من حاسوب كبسولة القيادة إلى حاسوب المركبة القمرية يدويا. وقد أجروا ذلك بكل دقة آملين أن لا يحدث خطأ خلال إملاء البيانات في الحاسوب، ولم تكن لهم الاستطاعة في تجريبه قبل لحظة التنفيذ. ولكنهم قاموا بذلك بنجاح بحيث أن أعطاهم صاروخ المركبة القمرية الدفعة خلف القمر لمدة دقائق للعودة إلى الأرض. ومن حسن حظهم في تلك الظروف أن حدث الانفجار في وحدة الخدمة ساعات قبل وصولهم إلى القمر بحيث استطاعوا خلال ذلك الوقت التجهيز لنقل برمجة حاسوب المركبة القمرية للعودة. وعندما وصل الرواد خلف القمر قاموا بتشغيل صاروخ المركبة القمرية بالحد اللازم لاتخاذ المسار نحو الأرض، وكان عليهم قرب الوصول إلى الأرض - طبقا لتعليمات مركز القيادة بهيوستن - أن يوجهوا مسار المركبات بدقة نحو الخط الفاصل بين الليل والنهار على الأرض والتي كانت تبدو لهم كالهلال، وذلك لضبط سقوطهم على الأرض بالزاوية السليمة.

## مشكلة التنفس
وقام رواد الفضاء بإغلاق جميع الدوائر الكهربية الغير لازمة وعلى الأخص نظام التدفئة، والاستعانة في نفس الوقت برصيد الأكسجين الموجود بالمركبة القمرية Lunar Module. فعانوا خلال مسار العودة من شدة البرودة في المركبة القمرية وكبسولة القيادة Command Module حتي أن بخار الماء كان يتكثف على الأسطح المعدنية. وكان التخوف من أن تراكم ثاني أكسيد الكربون الناتج عن تنفسهم في كبسولة القيادة قد يؤدي إلى اختناقهم وموتهم. فكان عليهم نقل مرشحات الهواء من كبسولة القيادة إلى المركبة القمرية. ولم يكن حجم صناديق مرشح[ ؟ ]ات الهواء في كبسولة القيادة مناسبا لنقلها إلى المركبة القمرية، إذ كان الدهليز بينهما ضيقا. وجلس المهندسون في هيوستن للتفكير لحل مشكلة حل حجم صناديق المرشحات بواسطة مواد تكون موجودة في مركبة الفضاء. ثم أشاروا على رواد الفضاء الاستعانة بكرتونات وأوراق من كراريس العمل وشرائط لاصقة لديهم والقيام بتركيب منها صناديقا صغيرة مناسبة ثم تفريغ حبيبات المرشح من مرشحات مركبة الفضاء ونقلها إلى المركبة القمرية وتوصيلها بأنابيب وطلمبة لترشيح الهواء. وبهذا حلوا مشكلة كادت أن تقضي عليهم.

## العودة
عند اقترابهم من الأرض فصل رواد الفضاء وحدة الخدمة المتضررة لكي يقوموا بتصويرها، ثم انتقلوا من المركبة القمرية إلى كبسولة القيادة ذات الحاجز الحراري. وقاموا بفصل المركبة القمرية لكي يبدأوا الهبوط إلى الأرض بكبسولة القيادة. وكانت لحظة حرجة أخرى إذ كان عليهم تشغيل الدوائر الكهربائية فيها من جديد وكذلك تشغيل الحاسوب الذي سيقوم بتوجيه عملية الهبوط. وكان سبب قلقهم ذلك الماء المتكثف على جدران المقصورة، والذي لا شك أنه تخلل أيضا الدوائر الكهربائية الحساسة. ولكن لا مفر من التجربة وتوصيل مفاتيح الكهرباء. ومن حسن حظهم أن كل شيء سار على ما يرام ولم يحدث أي شيء يهدد حياتهم. وهبطوا بسلام فوق المحيط الهادي.
وتابع ملايين من الناس على شاشات التلفزيون آنذاك عملية إنقاذ طاقم أبولو 13 الحرجة وإعادتهم سالمين إلى الأرض. لم يتمكن الثلاثة رواد جيم لوفل وفريد هايس وجاك سويغيرت من الهبوط على القمر ومع ذلك سجّل طاقم الرحلة من ضمن 24 رائد فضائي سافروا إلى القمر حتى الآن.

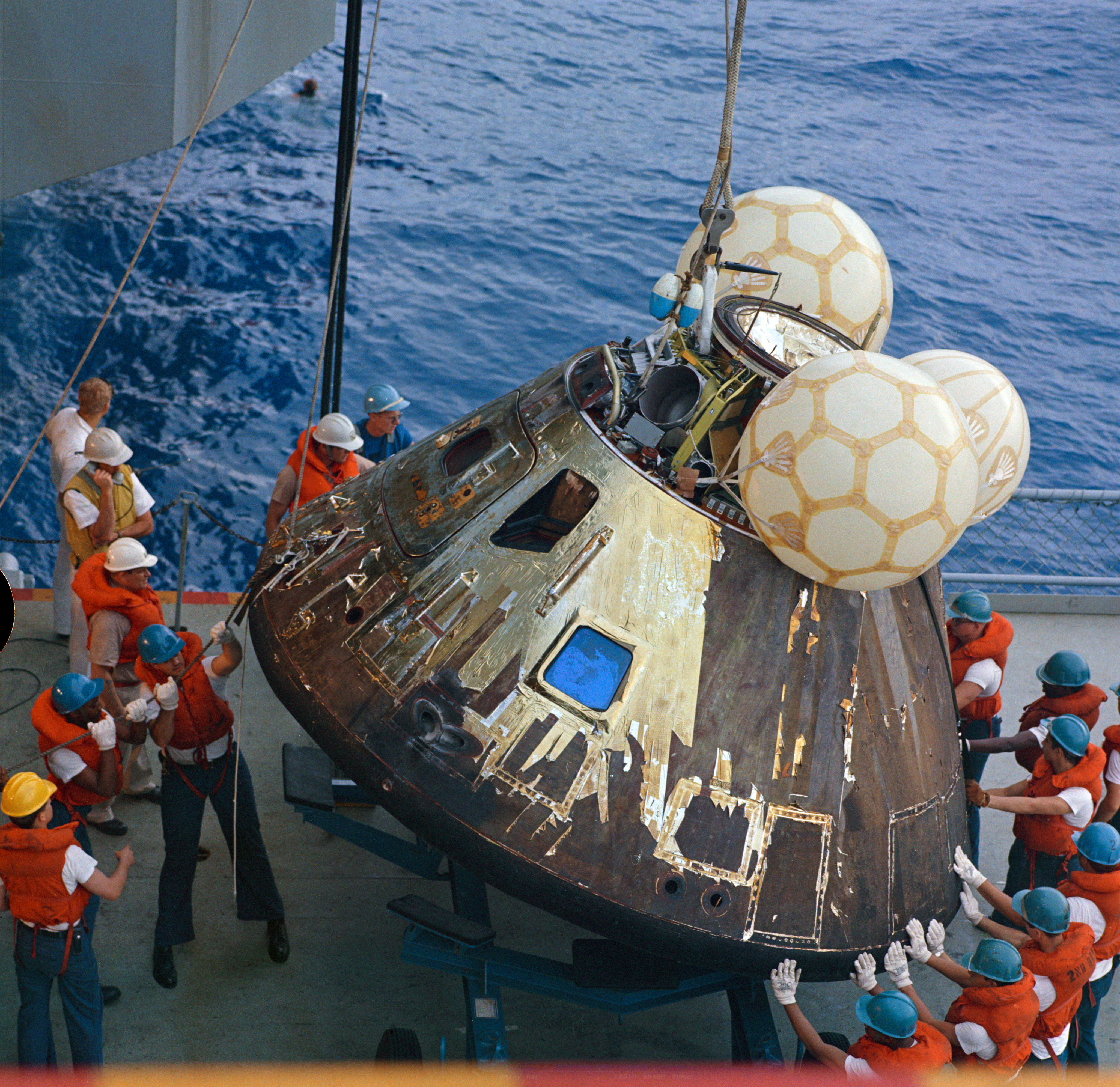
كبسولة القيادة أبولو 13 بعد التقاطها بسفينة البحرية الأمركية USS Iwo Jima في المحيط الهادي.

ورغم هذا تمكن الرواد الثلاث بمجهود جبار وبمساعد طاقم أرضي كبير بمحاولة تشغيل وقيادة المركبات بأسلوب يدوي ومباشر شبه آلي من العودة إلى الأرض[ ؟ ] بما يشبه المعجزة دون أن يصاب أي من الرواد بأي ضرر، إلا خسارتهم المعنوية من حيث عدم تنفيذ المهمة الأصلية وهي الهبوط على سطح القمر.